# ماكليمور
بنجامين هاموند هاغرتي (بالإنجليزية: Benjamin Hammond Haggerty) والمعروف باسمه الفني ماكليمور (بالإنجليزية: Macklemore) ويلقّب أيضاً بـ البروفيسور ماكليمور (بالإنجليزية: Professor Mack Lemore) هو مغني راب وهيب هوب أمريكي (إيرلندي الأصل) ولد في 19 يونيو 1983 بـ مدينة سياتيل في ولاية واشنطن في الولايات المتحدة. بدأ مشواره منذ عام 2000 حيث أصدر حتى الآن تسجيل منوّع وثلاث تسجيلات صوتية طويلة وألبومين غنائيين (بشكل مستقل) ثانيهما كان بالتعاون والاشتراك مع صديقه المنتج ريان لويس.
أغنية Thrift Shop والتي كانت أول ثمرة تعاون بين ماكليمور و ريان لويس قد احتلت المرتبة الأولى في قائمة بيلبورد لأفضل 100 أغنية حيث تم بيع أكثر من 2.2 مليون نسخة منها، وتعد أول أغنية (منذ عام 1994) تحتل المرتبة الأولى في لائحة بيلبورد بالرغم من أنها قد اُنتجت بشكل مستقل وبدون دعم من أي شركة تسجيلات موسيقية! اغنيتهما الثانية Can’t Hold Us أيضاً احتلت المرتبة الأولى على لائحة بيلبورد لأفضل 100 أغنية وجعلت من ماكليمور وريان لويس أول ثنائي يحتل المرتبة الأولى بأغنيتين على التوالي. أصدر ماكليمور بالتعاون مع ريان لويس ألبوم مشترك بعنوان The Heist في 9 أكتوبر 2012 والذي احتل المرتبة الثانية على لائحة بيلبورد.
ماكليمور هو مؤيد لتحرير فلسطين من الاحتلال الإسرائيلي. في 30 أكتوبر 2023، خلال الحرب بين إسرائيل وحماس، وقع رسالة مفتوحة تدعو إلى وقف إطلاق النار وإنهاء الحصار الإسرائيلي على قطاع غزة. في نوفمبر 2023، أثناء إلقاء خطاب في تجمع مؤيد للفلسطينيين في واشنطن العاصمة، اتهم إسرائيل بارتكاب إبادة جماعية ضد الفلسطينيين. في مايو 2024، أطلق أغنية "قاعة هند"، وهي أغنية احتجاجية لدعم الاحتجاجات المؤيدة للفلسطينيين في الحرم الجامعي عام 2024، وتم التبرع بجميع العائدات لصالح الأونروا.

## النشأة
ولد هاغرتي وتربّى في مدينة سياتيل، واشنطن في الولايات المتحدة. على الرغم من أنه لم يتربَ ضمن عائلة متأصلة في الفن الموسيقي إلا أنه لاقى تشجيعاُ كبيراً من والديه لإكمال مشواره. كان عمره 6 سنوات حين بدأ اهتمامه بموسيقى الراب والهيب هوب حيث تأثر بموسيقى فرقة Digital Underground. بدأ بكتابة الأغاني في سن الرابعة عشر. وعندما بدأ بغناء الراب فكثيراً ما كان يستمع إلى موسيقى الـ East Coast Underground Hip Hop حيث أثرت فيه أيضاً. كان اهتمامه بـ غناء الراب هو الوصول إلى جيل الشباب الحالي والتعمق في المشاكل والصعوبات التي تعترض طريقه.

## الحياة الشخصية
لم يتزوج بعد لكنه خطب صديقته Tricia Davis في 21 يناير 2013 بعد صداقة دامت لأكثر من 7 سنوات وهو من محبي رياضة البيسبول ومشجعي فريق سياتل مارينرز. حصل على درجة البكالوريوس عام 2005 من كلية The Evergreen State. ماكليمور من الداعمين لحقوق مثليي الجنس كـ حق الزواج وقد أصدر أغنية داعمة لهم بعنوان Same Love انتقد فيها معاملة المجتمع العنصرية لمثليي الجنس في انتهاك أبسط حقوقهم.
خضع ماكليمور في عام 2008 للمعالجة من إدمان الكحول والمخدرات ونجح في ذلك لمدة سنتين فقط ثم ما لبث أن عاد لإدمانه في ديسمبر 2011 بعد عودته من إحدى الحفلات إلى المنزل، وقد أطلق في ألبومه The Heist أغنية بعنوان Starting Over تحدث فيها عن عودته للإدمان حيث كان يتناول شراب سعال يحتوي على الكوديين والذي أدى في النهاية إلى إدمانه المخدرات من جديد.
في إحدى مقابلاته تحدث عن فترة حياته العشرينية، كان يصارع نفسه بسبب إدمانه حيث أراد أن يلقى احتراماً ليس فقط لأغانيه بل لنفسه كإنسان مرموق ومتّسم بالاحترام بين الجميع، هذا ما أراده حقاً.

### النشاط
في 4 نوفمبر 2023، ألقى كلمة أمام تجمع مؤيد للفلسطينيين في واشنطن العاصمة، خلال الحرب بين إسرائيل وحماس عام 2023. قال: "طلبوا مني التزام الصمت. طلبوا مني إجراء بحثي، لأن الأمر معقد جدًا بحيث لا أستطيع أن أقول شيئًا، أليس كذلك؟ أن ألتزم الصمت في هذه اللحظة. في الأسابيع الثلاثة الماضية قمت ببعض الأبحاث... لا أعرف ما يكفي. لكني أعرف بأن هذه إبادة جماعية". وقال :"نحن صامتون نحن متواطئون وطبعاً نحن بحاجة إلى أن نكون صوت من لا صوت لهم، وهذا النظام العنصري الذي نراه أمامنا مباشرة على وسائل التواصل الإجتماعي، وها نحن هنا"، وختم بصوت عال: حرة حرة فلسطين حرة.
ألغى ماكليمور حفلاً كان من المقرر إقامته في دبي في أكتوبر/تشرين الأول 2024، بسبب تورط الإمارات في "الإبادة الجماعية والأزمة الإنسانية المستمرة" في السودان. وقال مغني الراب إنه لن يغني في الإمارات حتى "تتوقف عن تسليح وتمويل قوات الدعم السريع".

## مسيرته الموسيقية

### البدايات: 2000 حتى 2005
في عام 2000 أطلق ماكليمور تسجيل طويل بعنوان Open Your Eyes ولقّب نفسه آنذاك بـ البروفيسور ماكليمور وفي يناير 2005 أزال ماكليمور لقب البروفيسور وأطلق أول ألبوم له بعنوان ماكليمور.

### التعاون معريان لويس: 2005 حتى 2011
التقى ماكليمور عام 2006 بالموزع ريان لويس ثم ما لبثا أن أصبحا صديقين وبدأ التعاون بينهما حيث بدأ لويس بالعمل على إنتاج الموسيقى لأغاني ماكليمور . واشتُهر الثنائي ماكليمور وريان لويس وأصبح اسمهما مرافقاً لـ جميع أغانيهم (من المعروف في أي أغنية بأنً اسم المنتج لا يتم ذكره مع اسم المطرب).
في سبتمبر 2009 أصدر ماكليمور تسجيل منوّع بعنوان The Unplanned Mixtape وفي عام 2010 تعاون مع صديقه ريان لإصدار تسجيل طويل حمل العنوان VS. Redux EP.
أطلق الثنائي اغنيتهما المشهورة Can’t Hold Us في 16 أغسطس 2011 والتي احتلت المرتبة الأولى لاحقاً لعدة أسابيع على لائحة Billboard لأفضل 100 أغنية.

### ألبومThe Heist[الإنجليزية]في 2012 وحتى الآن
تم إطلاق البوم The Heist في 9 أكتوبر 2012 والذي احتوى على أشهر ثلاث أغاني لـ ماكليمور وريان وهي Thrift Shop و Can’t Hold Us وأغنية Same Love التي اطلقت قبل صدور الألبوم في 18 يوليو 2012 حيث أحدثت هذه الأغنية ضجة كبيرة (إيجابية) في الوسط الإعلامي وبين الناس حيث طالب ماكليمور من خلالها بتحقيق العدل والمساواة وإعطاء الحقوق الكاملة لمثليي الجنس ليعيشوا حياتهم في العلن دون الخوف والاختباء من مجتمعهم الذي يعاملهم بكراهية واستهجان ورفض تام نظراً لبعض المعتقدات الدينية.
احتل الألبوم المرتبة الثانية على لائحة Billboard في 27 أكتوبر 2012 حيث بيعت أكثر من 78000 نسخة في الاسبوع الأول من طرحه.
في آغسطس 2013 صرّح ماكليمور بأنه سيبدأ العمل مع ريان على الألبوم التالي قريباً وذلك بعد انتهائه من سلسلة حفلات ألبومه The Heist وتوقّع بأن لا يستغرق الألبوم أكثر من 3 سنوات حتى يُنجز كاملاً.
وفي عام 2016 أصدر ماكليمور و ريان ألبومهما الثاني معاً بعنوان This Unruly Mess I've Made.

## ألبومات
2005 - ماكليمور
2012 - The Heist
2016 - This Unruly Mess I've Made

## روابط خارجية
- ماكليمور على موقع IMDb (الإنجليزية)
- ماكليمور على موقع ميوزك برينز (الإنجليزية)
- ماكليمور على موقع رولينغ ستون (الإنجليزية)
- ماكليمور على موقع أول ميوزيك (الإنجليزية)
- ماكليمور على موقع أول ميوزيك (الإنجليزية)
- ماكليمور على موقع ديسكوغز (الإنجليزية)
- ماكليمور على موقع ديسكوغز (الإنجليزية)
- ماكليمور على موقع قاعدة بيانات الفيلم (الإنجليزية)